# Гагарин, Дмитрий Данилович Шемяка
Князь Дмитрий Данилович Гагарин по прозванию Шемяка — воевода во времена правления Ивана IV Васильевича Грозного.

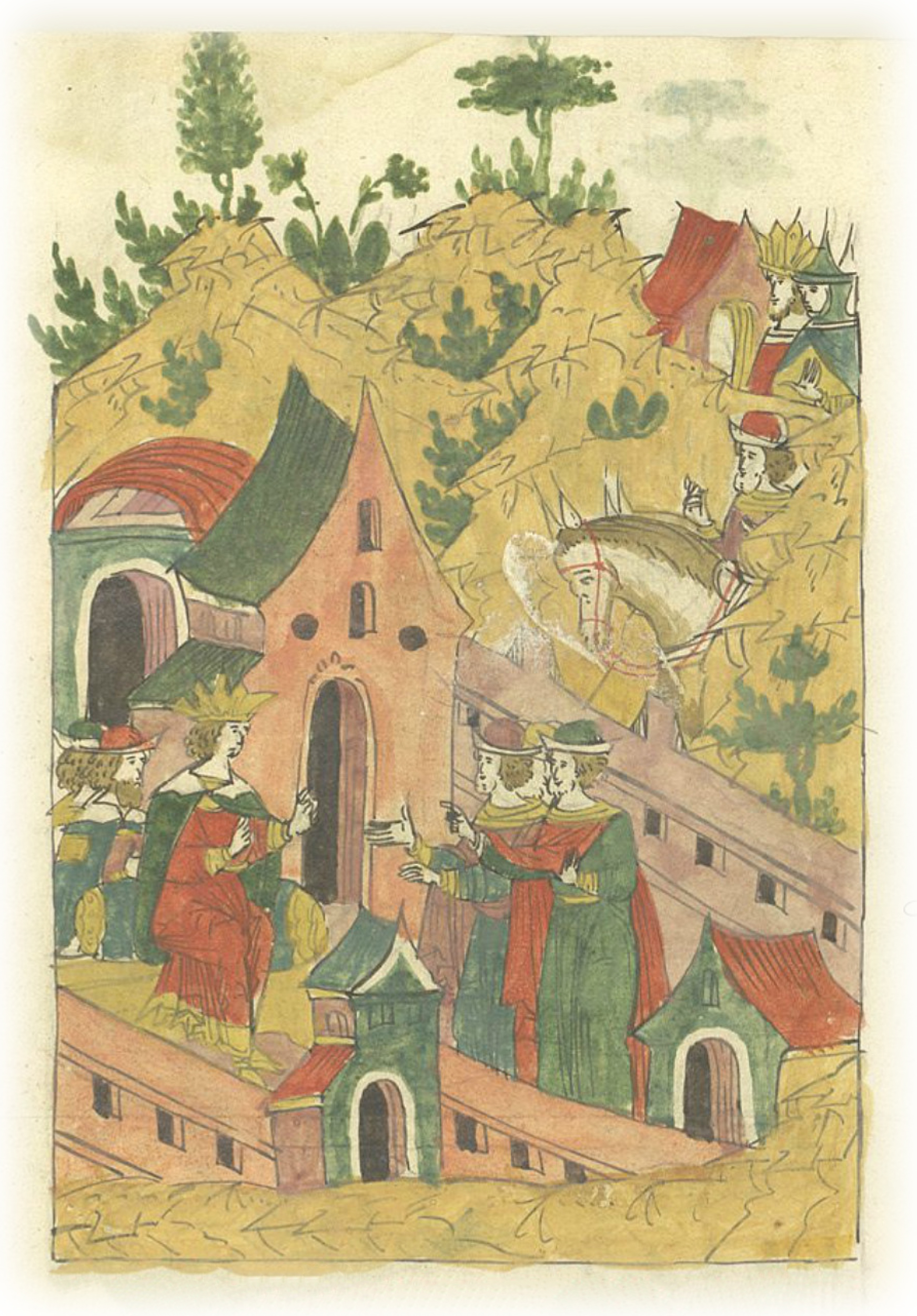
Князь Дмитрий Гагарин от воевод из Немецкой земли и Конбаров от царевича Уразлы-мурзы приезжают к царю Ивану IV и рассказывают, что воеводы пришли за рубеж в Смолино и в Лебяжье

Из княжеского рода Гагарины. Старший сын князя Данилы Юрьевича Гагарина. Имел братьев, князей: Ивана по прозванию "Гусь", Андрея по прозванию "Семейка" и Фёдора Даниловичей.

## Биография
В 1550 году сын боярский третьей статьи по Вязьме. В октябре 1551 года записан во вторую статью московских детей боярских четыреста девяносто шестым. В ноябре 1553 года на свадьбе казанского царя Симеона Касаевича и Марии Андреевны Клеопиной-Кутузовой, третий стольник при женихе.  В 1554 году показан в жильцах. В 1556 году упомянут в числе посланных из Иван-города и Ям-города во время похода на шведов, по разбитию которых послан из под Выборга от боярина и князя Петра Михайловича Щенятева с сеунчем к Государю о победе над неприятелем. В 1562 году пристав у царевича Ибака в Большом полку в походе из Смоленска под Оршу против Великого княжества литовского. В 1565 году сослан в Казань, вместе с 12-ю братьями и племянниками, где получил небольшое поместье. В 1571-1572 годах годовал вторым воеводой в Свияжске. Зимой 1573 года послан воеводой войск правой руки из Свияжска к Каркусу, против бунтующих казанцев и черемис. В 1575-1578 годах третий воевода в Свияжске.
Умер до 1594 года, когда утратил поместье —  село Васютинково с деревнями и пустошами в Вяземском уезде.
По родословной росписи показан бездетным.